# Opolski Festiwal Skoków 2025
XIX Opolski Festiwal Skoków – 19. edycja zawodów lekkoatletycznych, która odbyła się 1 czerwca 2025 roku na Stadionie im. Opolskich Olimpijczyków w Opolu. Zawodnicy brali udział w konkurencji skoku wzwyż.

## Wyniki
| Konkurencja                        | 1. miejsce           | Wynik    | 2. miejsce               | Wynik  | 3. miejsce       | Wynik    |
| Skok wzwyż mężczyzn                | Mateusz Kołodziejski | 2,23 m = | Alperen Acet             | 2,17 m | Marek Bahník     | 2,17 m = |
| Skok wzwyż kobiet                  | Engla Nilsson        | 1,93 m   | Buse Savaşkan            | 1,88 m | Ellen Ekholm     | 1,88 m = |
| Skok wzwyż juniorów U-20           | Sebastian Antosiak   | 2,12 m = | Michał Boczkowski-Lesiak | 2,02 m | Alan Kluczny     | 1,98 m   |
| Skok wzwyż juniorek U-20           | Maja Słodzińska      | 1,78 m   | Milena Mołdoch           | 1,72 m | Wiktoria Kalicun | 1,55 m = |
| Skok wzwyż juniorów młodszych U-18 | Dominik Zdrajkowski  | 2,09 m   | Mateusz Posmyk           | 2,06 m | Michał Janiak    | 1,75 m   |
| Skok wzwyż juniorek młodszych U-18 | Karina Niżyńska      | 1,75 m = | Hanna Kobacka            | 1,64 m | Wiktoria Klein   | 1,45 m   |